# 辻原登
辻原 登（つじはら のぼる、本名は村上 博、1945年12月15日 - ）は、日本の小説家。横浜市保土ケ谷区在住。神奈川近代文学館館長・理事長。日本芸術院会員、文化功労者。

## 来歴・人物
1945年和歌山県印南町に生まれる。父・村上六三（むらかみ ろくぞう、1916-1971）は、日本社会党の和歌山県議会議員だった。和歌山県教組出身で、社会党最左派に属して日中友好協会を運営した。第8回参議院議員通常選挙に和歌山県選挙区より出馬し、落選している。辻原登というペンネームは、父と同じ社会党で同じ選挙区のライバルであった辻原弘市に借りた。
大阪教育大学附属高等学校天王寺校舎卒業後上京、文化学院文科卒業。同人誌「第2次文学共和國」に参加、1967年田辺市に戻り、家事に従事。同年度の第5回文藝賞にて「ミチオ・カンタービレ」で佳作を受賞（本名名義）。1970年再上京し、中国関係の貿易会社に就職。電算機会社コスモ・コンピュータ・ビジネスに勤務する傍ら、1985年に中編小説「犬かけて」で作家デビュー。1986年、同作品で第94回（昭和60年下半期）芥川賞候補。
1990年に、中国の奥地を舞台とし、生まれ育った和歌山県の面影もモチーフとした、中編小説「村の名前」で第103回（平成2年上半期）芥川賞を受賞。主人公の名、橘博の橘は、辻原が生まれ育った土地の名家から取ったもの。橘は和歌山県に比較的多い姓である。
1992年会社を総務部長で退職、執筆に専念。1999年長編小説『飛べ麒麟』で第50回読売文学賞受賞。2000年短編連作小説集『遊動亭円木』で第36回谷崎潤一郎賞受賞。2001年東海大学文学部文芸創作学科教授。  
2005年、後に合併球団となるトンボ・ユニオンズ（1956年に消滅）に所属する選手を描いた短編小説「枯葉の中の青い炎」で第31回川端康成文学賞受賞。本作品が収録された同題の作品集には、1963年（昭和38年）の夏の甲子園大会に初出場した、和歌山県立南部高等学校選手をモデルとした「野球王」も収められている。2006年長編小説『花はさくら木』で第33回大佛次郎賞受賞。2008年三島由紀夫賞選考委員。2010年長編小説『許されざる者』で第51回毎日芸術賞受賞。同年東海大学を定年退任。2011年長編小説『闇の奥』で芸術選奨文部科学大臣賞受賞。2012年 『韃靼の馬』で第15回司馬遼太郎賞受賞。同年春の叙勲にて、紫綬褒章を受章。2013年長編小説『冬の旅』で伊藤整文学賞受賞。
関西大学客員教授（2008年など）も務めた。 2012年より神奈川近代文学館館長・理事長を務める。
2024年現在、三島由紀夫賞、川端康成文学賞、日経小説大賞、読売文学賞、大佛次郎賞、和辻哲郎文化賞、群像新人文学賞、金魚屋新人賞、ハヤカワ「悲劇喜劇」賞選考委員。2010年に織田作之助賞を主催する大阪文学振興会会長に就任。

## 賞歴
- 1990年 「村の名前」（第103回（1990年上半期）芥川賞）
- 1999年 『飛べ麒麟』（第50回（1998年度）読売文学賞）
- 2000年 『遊動亭円木』（第36回谷崎潤一郎賞）
- 2005年 「枯葉の中の青い炎」（第31回川端康成文学賞）
- 2006年 『花はさくら木』（第33回大佛次郎賞）
- 2010年 『許されざる者』（第51回毎日芸術賞）
- 2011年 『闇の奥』（芸術選奨文部科学大臣賞）
- 2012年 『韃靼の馬』（第15回司馬遼太郎賞）
- 2013年 『冬の旅』（第24回伊藤整文学賞）
- 2013年 『新版 熱い読書 冷たい読書』（第67回毎日出版文化賞書評賞）
- 2016年　日本芸術院賞・恩賜賞

## 栄典
- 2012年 紫綬褒章[2]
- 2022年 文化功労者[3]
- 2024年 旭日中綬章[4][5]

## 作品一覧

### 小説
- 『村の名前』（文藝春秋、1990）のち文庫
  - 村の名前 （『文學界』1990年6月）
  - 犬かけて （『文學界』1985年11月）
- 『百合の心』（講談社、1990）のち文庫「百合の心・黒髪その他の短編」
  - 百合の心
  - はらんきょ
  - 野の寂しさ
  - 黒髪

- 『森林書』（文藝春秋、1994）
- 『マノンの肉体』 （講談社・1994　のち文庫）
  - 片瀬江ノ島（『群像』1992年9月）
  - マノンの肉体（『群像』1994年4月）
  - 戸外の紫（『群像』1989年5月）
- 『家族写真』（文藝春秋、1995）のち河出文庫　
  - わが胸のマハトマ
  - 谷間
  - 光線の感じ
  - 緑色の経験
  - 塩山再訪
  - 松籟
- 『だれのものでもない悲しみ』（中央公論社、1995）のち文庫
- 『黒髪』（講談社・1996）
  - 黒髪 （『群像』1996年2月）
  - 十三月 （『文學界』1987年6月）
- 『翔べ麒麟』（読売新聞社・1998 のち文春文庫、角川文庫）
- 『遊動亭円木』（文藝春秋・1999 のち文庫）
  - 遊動亭円木（『文學界』1997年8月）
  - 大切な雰囲気（『文學界』1998年4月）
  - 短夜の雨（『文學界』1998年8月）
  - 夜が安莉に駆けこむ（『文學界』1998年9月）
  - 探偵（『文學界』1998年10月）
  - 金魚（『文學界』1998年11月）
  - 強きうなし（『文學界』1998年12月）
  - 笑いの郷（『文學界』1999年1月）
  - 足にさわった女（『文學界』1999年3月）
  - べけんや（『文學界』1999年4月）
- 『発熱』（日本経済新聞社・2001年 のち文春文庫）
  - 発熱 （『日本経済新聞』2000年4月4日～01年4月24日）
- 『約束よ』（新潮社・2002年）
  - 約束よ
  - 青葉の飛翔
  - かみにさわった男
  - 窓ガラスの文字
  - 河間女
  - かな女への牡丹
  - この世でいちばん冴えたやりかた
- 『ジャスミン』（文藝春秋・2004年　のち文庫）
- 『枯葉の中の青い炎』（新潮社・2005年　のち文庫）
  - ちょっと歪んだわたしのブローチ（『新潮』2004年2月）
  - 水いらず（『小説新潮』2003年11月）
  - 日付のある物語（『群像』1997年1月）
  - ザーサイの甕（『新潮』2003年1月）
  - 野球王（『新潮』2002年1月）
  - 枯葉の中の青い炎（『新潮』2004年8月）
- 『花はさくら木』（朝日新聞社・2006年　のち文庫）
  - （『朝日新聞』2005年4月17日～11月27日）
- 『夢からの手紙』（新潮社・2006年）
  - 改題・文庫化『恋情からくり長屋』（新潮文庫・2014年）
- 『円朝芝居噺 夫婦幽霊』（講談社・2007年　のち文庫）
- 『許されざる者』（毎日新聞社・2009年　のち集英社文庫）
  - （『毎日新聞』2007年7月11日～09年2月28日）
- 『抱擁』（新潮社・2009年）
- 『闇の奥』（文藝春秋・2010年　のち文庫 2013）
- 『韃靼の馬』（日本経済新聞社・2011年 のち集英社文庫）
  - （『日本経済新聞社』2009年11月1日～2011年1月21日）
- 『父、断章』（新潮社・2012年）
- 『冬の旅』（集英社・2013年 のち文庫）
  - （『すばる』2011年8月号～2012年8月号）
- 『寂しい丘で狩りをする』（講談社、2014年 のち文庫）
  - （『群像』2013年1月号～11月号） - JT女性社員逆恨み殺人事件（1997年に発生）から着想を得たとされる[6]。
- 『Yの木』（文藝春秋、2015年）
- 『籠の鸚鵡』（新潮社・2016年 のち文庫）
- 『不意撃ち』（河出書房新社・2018年のち集英社文庫）
- 『卍どもえ』（中央公論新社・2020年）
  - （『中央公論』2017年8月～2018年6月号・2018年8月号～2019年9月号）
- 『隠し女小春』（文藝春秋・2022年）
  - （『文學界』2020年9月～2021年12月号）
- 『陥穽 陸奥宗光の青春』（日本経済新聞社・2024年7月）
  - （『日本経済新聞』2023年3月1日～2024年1月31日）

### 評論・エッセイ
- 『創業者は七代目―ジャスコ会長、岡田卓也の生き方』（毎日新聞社・1995）
- 『退屈している暇はない ―コスモ・コンピュータ・ビジネスという会社の場合』（日本デザインクリエーターズカンパニー・1996）
- 『熱い読書冷たい読書』（マガジンハウス・2000年 のちちくま文庫）
- 『東京大学で世界文学を学ぶ』（集英社・2010年　のち文庫）
- 『熊野でプルーストを読む』ちくま文庫、2011
- 『東大で文学を学ぶ　ドストエフスキーから谷崎潤一郎まで』（朝日選書・2014年）
- 『辻原登の「カラマーゾフ」新論 ドストエフスキー連続講義』（光文社・2017年）

## 共著・編著
- 『新聞小説の魅力』飯塚浩一,堀啓子,尾崎真理子,山城むつみ共著　東海大学出版会　2011
- 『丸谷才一全集』池澤夏樹,三浦雅士,湯川豊と編纂委員　文藝春秋 2013-14
- 『歌仙はすごい-言葉がひらく「座」の世界』永田和宏,長谷川櫂共著 中公新書　2019

## 註
1. ↑  『父、断章』新潮社
2. ↑  “春の褒章、役所広司さんら674人”.   日本経済新聞 (2012年4月28日). 2023年3月29日閲覧。
3. ↑  “文化勲章・文化功労者の業績 2022年度”.   日本経済新聞 (2022年10月25日). 2023年2月13日閲覧。
4. ↑  『官報』号外第106号、令和6年4月30日
5. ↑  “春の叙勲、黒田前日銀総裁ら4108人 桐花に大谷直人氏”. 日本経済新聞. (2024年4月29日) 2024年5月6日閲覧。
6. ↑  海老沢類「辻原登さん　長編「寂しい丘で狩りをする」　義憤から真の救い求めて」『産経新聞』産業経済新聞社、2014年4月2日。オリジナルの2020年9月14日時点におけるアーカイブ。2020年9月14日閲覧。